# Funningur

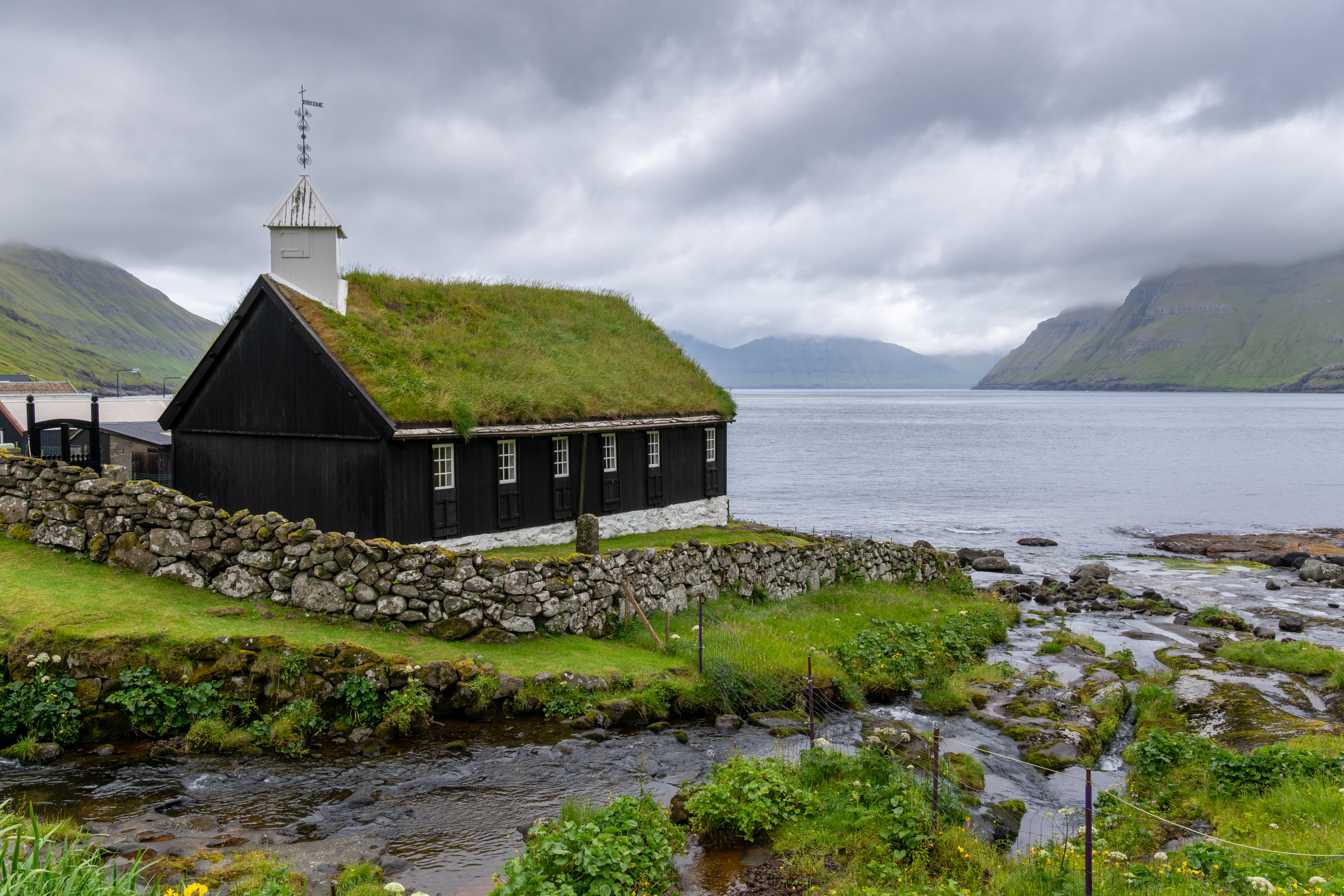
Funnings kirkja, en bois. Juillet 2022.

Funningur est un village des îles Féroé situé sur la côte nord-ouest de l'île d'Eysturoy dépendant de la commune de Runavík.
On dit que le premier viking qui s'installa aux îles Féroé s'installa ici. Son nom est Grímur Kamban. Il s'est installé là vers l'an 800.
L'église de Funningur date de 1847.
Montagnes entourant le village :
- Middagsfjall (601 m) ;
- Gráfelli (856 m) ;
- Slættaratindur (882 m ; la plus haute montagne des îles Féroé) ;
- Vaðhorn (780 m) ;
- Blámansfjall (792 m) ;
- Húsafjall (697 m).